# Eliza Ritchie
Eliza Ritchie (20 mai 1856 - 5 septembre 1933) est une suffragette canadienne. Elle fit partie de la direction du Comité Local des Femmes de Halifax.